# ناحیه آستوریا، شهرستان فولتن، ایلینوی
ناحیه آستوریا (به انگلیسی: Astoria Township) یک منطقهٔ مسکونی در ایالات متحده آمریکا است که در شهرستان فولتن، ایلینوی واقع شده‌است. ناحیه آستوریا ۲۰۷ متر بالاتر از سطح دریا واقع شده‌است.